# Rúben Dias
Rúben dos Santos Gato Alves Dias (*14. května 1997 Amadora), známý jako Rúben Dias (portugalská výslovnost: [ˈʁubn ˈdiɐʃ]), je portugalský profesionální fotbalista, který hraje na pozici středního obránce za klub hrající anglickou Premier League Manchester City a za portugalský národní tým.

## Klubová kariéra
Dias prošel mládežnickou akademií Benficy Lisabon. V roce 2015 začal hrát za rezervní tým a v roce 2017 byl povýšen A-týmu, ve své první sezóně byl jmenován Nejlepším mladým hráčem roku Primeira Ligy. V následující sezóně pomohly Diasovy výkony k zisku ligového titulu a k vítězství v Portugalském superpoháru, přičemž se dostal do nejlepší jedenáctky roku v Primeira Lize. V září 2020 přestoupil do anglického klubu Manchester City za poplatek ve výši 68 milionů euro.

## Reprezentační kariéra
Dias je bývalý portugalský mládežnický reprezentant, hrál na úrovních do 16, do 17, do 19, do 20 a do 21 let. V seniorské reprezentaci Portugalska debutoval v roce 2018. Byl nominován na Mistrovství světa 2018 a na Finálový turnaj Ligy národů UEFA 2019, kde byl ve vítězném finálovém zápase proti Nizozemsku jmenován mužem zápasu.

## Statistiky

### Klubové
K 10. březnu 2021
| Klub            | Sezóna  | Liga           | Liga   | Liga | Národní pohár | Národní pohár | Ligový pohár | Ligový pohár | Evropské poháry | Evropské poháry | Ostatní | Ostatní | Celkem | Celkem |
| Klub            | Sezóna  | Liga           | Zápasy | Góly | Zápasy        | Góly          | Zápasy       | Góly         | Zápasy          | Góly            | Zápasy  | Góly    | Zápasy | Góly   |
| --------------- | ------- | -------------- | ------ | ---- | ------------- | ------------- | ------------ | ------------ | --------------- | --------------- | ------- | ------- | ------ | ------ |
| Benfica B       | 2015/16 | LigaPro        | 26     | 0    | —             | —             | —            | —            | —               | —               | —       | —       | 26     | 0      |
| Benfica B       | 2016/17 | LigaPro        | 28     | 0    | —             | —             | —            | —            | —               | —               | —       | —       | 28     | 0      |
| Benfica B       | 2017/18 | LigaPro        | 1      | 0    | —             | —             | —            | —            | —               | —               | —       | —       | 1      | 0      |
| Benfica B       | Celkem  | Celkem         | 55     | 0    | —             | —             | —            | —            | —               | —               | —       | —       | 55     | 0      |
| Benfica         | 2017/18 | Primeira Liga  | 24     | 3    | 1             | 0             | 3            | 1            | 2               | 0               | 0       | 0       | 30     | 4      |
| Benfica         | 2018/19 | Primeira Liga  | 32     | 3    | 5             | 0             | 3            | 0            | 15              | 1               | —       | —       | 55     | 4      |
| Benfica         | 2019/20 | Primeira Liga  | 33     | 2    | 5             | 0             | 2            | 0            | 8               | 1               | 1       | 0       | 49     | 3      |
| Benfica         | 2020/21 | Primeira Liga  | 2      | 1    | —             | —             | —            | —            | 1               | 0               | —       | —       | 3      | 1      |
| Benfica         | Celkem  | Celkem         | 91     | 9    | 11            | 0             | 8            | 1            | 26              | 2               | 1       | 0       | 137    | 12     |
| Manchester City | 2020/21 | Premier League | 26     | 1    | 2             | 0             | 2            | 0            | 5               | 0               | —       | —       | 35     | 1      |
| Celkem          | Celkem  | Celkem         | 172    | 10   | 13            | 0             | 10           | 1            | 31              | 2               | 1       | 0       | 227    | 13     |

### Reprezentační
K zápasu odehranému 17. listopadu
| Portugalsko | Portugalsko | Portugalsko |
| Rok         | Zápasy      | Góly        |
| ----------- | ----------- | ----------- |
| 2018        | 7           | 0           |
| 2019        | 10          | 0           |
| 2020        | 7           | 2           |
| Celkem      | 24          | 2           |

K zápasu odehranému 17. listopadu 2020. Skóre a výsledky Portugalska jsou vždy zapisovány jako první
| Gól | Datum              | Místo                             | Zápas | Soupeř     | Skóre | Výsledek | Soutěž                   |
| --- | ------------------ | --------------------------------- | ----- | ---------- | ----- | -------- | ------------------------ |
| 1.  | 17. listopadu 2020 | Stadion Poljud, Split, Chorvatsko | 24.   | Chorvatsko | 1:1   | 3:2      | Liga národů UEFA 2020/21 |
| 2.  | 17. listopadu 2020 | Stadion Poljud, Split, Chorvatsko | 24.   | Chorvatsko | 3:2   | 3:2      | Liga národů UEFA 2020/21 |

## Ocenění

### Klubové

#### Benfica
- Primeira Liga: 2018/19[5]
- Supertaça Cândido de Oliveira: 2019[6]
- Juniorská liga UEFA: 2016/17 (druhé místo)[7]

### Portugalsko
- Liga národů UEFA: 2018/19[8]

### Individuální
- Jedenáctka turnaje Mistrovství Evropy do 19 let: 2016[9]
- Objev roku – Ocenění Cosme Damião: 2017[10]
- Nejlepší mladý hráč roku Primeira Ligy: 2017/18
- Jedenáctka finálového turnaje Ligy národů UEFA: 2019[8]
- Jedenáctka sezóny Primeira Ligy: 2019/20[11]
- Tým roku Premier League podle PFA – 2020/21[12]
- Sestava sezóny Ligy mistrů UEFA – 2020/21[13]
- Nejlepší jedenáctka podle ESM – 2020/21[14]
- Světová jedenáctka FIFA FIFPro – 2021[15]